# Spuropsylla monoseta
Spuropsylla monoseta är en loppart som beskrevs av Li Kueichen, Xie Baoqi et Gong Zhengda 1982. Spuropsylla monoseta ingår i släktet Spuropsylla och familjen fågelloppor. Inga underarter finns listade i Catalogue of Life.